# Internationale Deutsche Schule Brüssel
Die internationale Deutsche Schule Brüssel (Abkürzung iDSB) ist eine Deutsche Auslandsschule in Wezembeek-Oppem nahe Brüssel. Sie wurde 1803 (also noch vor der Staatsgründung Belgiens 1830) ins Leben gerufen.
Auf einem Gelände im Brüsseler Vorort Wezembeek-Oppem lernen rund 600 Schülerinnen und Schüler. Ein Team aus rund 80 Pädagogen, Erziehern und Verwaltungsmitarbeitern arbeitet an der iDSB. Träger der Privatschule und der angeschlossenen Bilingualen Vorschule ist der Deutsche Schulverein Brüssel vzw.

## Bildungsangebot
Das Bildungsangebot umfasst eine bilinguale Vorschule, eine Grundschule, einen Real- und Fachoberschulzweig sowie ein Gymnasium. 2003 hat die iDSB als erste deutsche Auslandsschule eine Fachoberschule für Wirtschaft und Verwaltung eingerichtet, die ab Schuljahr 2014/2015 um den Fachbereich Sozialwesen erweitert wurde. Es werden alle deutschen Schulabschlüsse bis zum Abitur und dem deutschen internationalen Abitur vergeben. Alle Zeugnisse und Abschlüsse der Internationalen Deutschen Schule Brüssel sind von der Kultusministerkonferenz anerkannt und inländischen Testaten gleichgestellt.
In der Bilingualen Vorschule erwerben Kinder ab drei Jahren bereits früh Kenntnisse und Kompetenzen, um ihnen den Übergang in die Grundschule zu ermöglichen. In altersgemischten Gruppen kümmert sich ein zweisprachiges Erzieherinnenteam auf Deutsch-Englisch oder Deutsch-Französisch um die Kleinsten. Bilinguale Vorschule und Grundschule orientieren sich pädagogisch am Thüringer Bildungsplan für Kinder bis zehn Jahre.
Hauptunterrichtssprache ist Deutsch. Der Fremdsprachenunterricht umfasst die Sprachen Englisch, Französisch, Spanisch, Niederländisch, Latein und Italienisch. In der Mittel- und Oberstufe werden Geschichte und Physik bilingual (Deutsch-Englisch) angeboten.

## Schulleben
In den Klassen sind durchschnittlich 20 Schülerinnen und Schüler. Neben den Klassenräumen zählen ein Pausenhof, zwei Sporthallen, eine Bibliothek, die Schulmensa und das Bistro zur Infrastruktur der Schule. Dem Einblick in mögliche Lebenswelten dienen berufsorientierende Praktika, die jährliche Berufsbörse, Exkursionen und Studienfahrten und die Besuche außerschulischer Partner im Unterricht. Die Ganztagsbetreuung wurde in den letzten Jahren kontinuierlich ausgebaut. Ein breites DaZ/DaF-Angebot (Deutsch als Zweit- bzw. Fremdsprache) soll auch nicht deutschen Schülern eine schnelle Integration ermöglichen.

## Geschichte
1803–1879: Erste Deutsche Schule Brüssel
- 1803: Gründung
- 1860: mehr als 300 Schüler
- 1879: Schließung wegen Wegfalls städtischer Subventionen

1892–1944: Zweite Deutsche Schule Brüssel
- 1892: Feierliche Eröffnung
- 1910: Besuch der deutschen Kaiserin Auguste Viktoria
- 1918: Letzte Reifeprüfung
- 1929: Wiederaufnahme des Schulbetriebs
- 1944: Ausgabe der letzten Zeugnisse, anschließend Auflösung der Schule

1951: Dritte Deutsche Schule Brüssel
- 1951: Neugründung der Schule und Beginn des Schulbetriebs
- 1969: Neubau; 1970 Umzug in das neue Gebäude in der Lange Eikstraat 71 in Wezembeek-Oppem
- 2002: Neuer Schulzweig: die Fachoberschule
- 2005: Umbenennung in Internationale Deutsche Schule Brüssel
- 2005: Start des bilingualen Kindergartens
- 2005: Start des bilingualen Geschichts- und Physik-Unterrichts im Gymnasium
- 2007: räumliche Erweiterung der Schule durch Aufstellen von Pavillons
- 2008: Ausstattung der Schule mit Smartboards
- 2008: Verleihung des Gütesiegels „Exzellente Deutsche Auslandsschule“ durch die Bund-Länder-Inspektion (BLI)
- 2011: Erste Vergabe des Deutschen Internationalen Abiturs (DIAP)
- 2012: Einführung von Tablets für alle Lehrkräfte
- 2014: Erneute Verleihung des Gütesiegels „Exzellente Deutsche Auslandsschule“ durch die Bund-Länder-Inspektion (BLI)
- 2015: Beginn des jährlichen „Jugend Musiziert“-Wettbewerbs
- 2015: Beginn der Teilnahme am Wettbewerb „Model United Nations“
- 2017: Austragung des Landeswettbewerbs „Jugend Musiziert“ für die Region Nord-Ost-Europa
- 2023: Zum dritten Mal wurde das Gütesiegel „Exzellente Deutsche Auslandsschule“ durch die Bund-Länder-Inspektion (BLI) verliehen

## Auszeichnungen
In den Jahren 2008, 2014 und 2023 wurde die iDSB durch die Bund-Länder-Inspektion als „Exzellente Deutsche Auslandsschule“ ausgezeichnet. Das Zertifikat wurde am 21. Juni 2023 offiziell durch den deutschen Botschafter Martin Kotthaus überreicht.
Mit dem Projekt „Symposion 2006“ konnte der Schülerwettbewerb der DIHK „Schüler bauen weltweit Brücken“ gewonnen werden. Das Preisgeld von 40.000 Euro floss hauptsächlich in Unterrichtsmaterialien für die naturwissenschaftlichen Fächer.

## Der Schulgebäudekomplex
Das heutige Hauptgebäude der Schule wurde 1967 von dem deutschen Architekten Karl Otto im Auftrag der Bundesbaudirektion Auslandsabteilung entworfen. Die 1970 eingeweihten Bauten bestehen aus standardisierten Konstruktionselementen, dem „System Brockhouse“, das viele Variationsmöglichkeiten beim Gebäudebau ermöglichte.
Das Nebengebäude auf der gegenüberliegenden Straßenseite ist dem unteren Alter vorbehalten und ist durch einen Zebrastreifen mit dem Hauptgebäude verbunden.

## Bekannte Schüler
- Sophie Tassignon (* 1980), belgische Improvisationsmusikerin und Songwriterin
- Fabian Thylmann (* 1978), deutscher Unternehmer und Investor
- Christine von Brühl (* 1962), deutsche Autorin und Journalistin